# Берзенце
Берзенце (мађ. Berzence) је насељено место у Мађарској. Берзенце је веће насеље у оквиру жупаније Шомођ.

## Географија

### Локација
До села, које има хрватско-мађарски гранични прелаз, може се доћи друмом из Нађатада, Чурга и Барча, а железницом на железничкој линији Ђекењеш-Печуј. Кроз јужни део његовог центра пролази магистрални пут 681, у који се улива пут 6801 из правца Барч-Бабоча, а пут 6819 одавде почиње у правцу Чурго-Ихарошберењ.

## Историја
Берзенцеово име се први пут помиње у „папској десетини” из 1332-1337, па је већ тада имало цркву.
Године 1377. Берзенце и његову околину је купио Лоран из породице Пец, чији су потомци себе звали Лорантфиак из Берзенца. Године 1406. и 1418. његов син, Ђерђ Лорантфи Берзенце, добија нове даровнице за локалитет, који је у то време био и царинарница. Његови синови, Шандрин и Ласло, договорили су се о расподели Берзенцеа и Сентержебета 1463. године. Године 1468. њихови дворци у Берзенцеу и Сентержебету отуђени су Ђерђу Форстеру из Сентержебета. Године 1473. уписане су као залог удовица Ласла Берзенцеа и удовица Петра Винчеа Сенђерђија. Године 1477. Ђерђ Форстер, од удовице Петра Винцеа, откупио је заложене делове имања, чиме је постао власник читавог локалитета. У књижицама се помиње и црква подигнута 1490. године у част Светог Јована Крститеља. Ђерђ Форстер је 1481. прихватио Јаноша Борнемису из Толне за свог класног брата. Међутим, 1486. године, Форстер и његова супруга Илона Чапи су склопили уговор са Орбаном Нађлучајем, краљевским благајником бискупа Ђера, по коме је Форстер заручио своју ћерку за бискуповог нећака, осмогодишњег Ференца, и договорили да у случају њиховог будућег изумирања без наследника, њихова имања пређу једно на друго, а замак Берзенце, након смрти Ђерђа Форстера, припадне госпођи Илони.
У периоду од 1701. до 1703. године, Берзенце је био власништво породице Салај. Године 1715. уписано је 20 његових домаћинстава. 1726. године властелини су били породица Салај, 1757. одборник Ђерђ Ницки, 1776. гроф Криштоф Ницки, 1835. гроф Ласло Фестетич. Почетком 20. века највећи власник је био принц Фестетич Тасило, који је овде имао и замак, са кућом за госте. Зидови просторија замка били су прекривени Паушингеровим огромним сликама лова и шумским сценама. 10. априла 1758. и 27. септембра 1811. насеље је такође добило пдозволу за одржавање националних сајмова.
Постоји извор према коме је прво обданиште у округу Шомођ отворено у Берзенцеу 1867. године, иако је према другом извору вртић основан и у Балвањошу 1866. године.

## Становништво
Током пописа 2011. године, 85,7% становника изјаснило се као Мађари, 4,9% као Роми, 0,4% као Хрвати и 0,3% као Немци (14,2% се није изјаснило). 
Верска расподела је била следећа: римокатолици 71,1%, реформисани 2,5%, лутерани 0,9%, без вероисповести 3,8% (21,4% се није изјаснило).